# Lucio Nicoletto
Lucio Nicoletto (ur. 18 sierpnia 1972 w Este) – włoski duchowny katolicki, biskup prałat São Félix od 2024 .

## Życiorys
Święcenia kapłańskie otrzymał 7 czerwca 1998 i został inkardynowany do diecezji Padwy. Po święceniach pracował jako wikariusz w Selvazzano Dentro, a następnie był diecezjalnym animatorem powołań. W 2005 wyjechał do Brazylii i objął funkcję rektora seminarium diecezji Duque de Caxias. W 2016 został wikariuszem generalnym diecezji Roraima, a w 2022 był jej tymczasowym administratorem.
13 marca 2024 papież Franciszek mianował go ordynariuszem prałatury terytorialnej São Félix. 
1 czerwca 2024 otrzymał święcenia biskupie w Katedrze w Padwie. Udzielił mu ich biskup Claudio Cipolla.  